# Nati nel 1927/Maggio
| Questa pagina contiene informazioni ricavate automaticamente dalle voci biografiche con l'ausilio del template Bio e di un bot. L'aggiornamento è periodico e automatico e ricostruisce completamente la pagina. Se manca una persona in questa lista, sei pregato di non aggiungerla, ma accertati piuttosto che la sua voce biografica contenga il template Bio e che i dati anagrafici siano correttamente compilati. Se il template Bio manca, inseriscilo tu stesso o, in alternativa, metti l'avviso {{tmp\|Bio}} che ne segnala la mancanza. Se i dati riportati sono sbagliati, correggi direttamente la voce biografica; le modifiche saranno visibili in questa lista entro pochi giorni. Per chiarimenti vedi il progetto biografie. La lista contiene solo le 200 persone che sono citate nell'enciclopedia e per le quali è stato implementato correttamente il template Bio. Pagina aggiornata al 18 ago 2025. |

- 1º maggio - Greta Andersen, nuotatrice danese († 2023)
- 1º maggio - Gary Bertini, direttore d'orchestra e compositore israeliano († 2005)
- 1º maggio - Laura Betti, attrice, regista e cantante italiana († 2004)
- 1º maggio - Rubí Cerioni, calciatore argentino († 2012)
- 1º maggio - Roberto Fiorio, calciatore italiano
- 1º maggio - Nico Henri Frijda, psicologo e docente olandese († 2015)
- 1º maggio - Nicolas Huỳnh Văn Nghi, vescovo cattolico vietnamita († 2015)
- 1º maggio - Bernard Vukas, calciatore jugoslavo († 1983)
- 1º maggio - Albert Zafy, politico malgascio († 2017)
- 1º maggio - Walter Zeman, calciatore austriaco († 1991)
- 2 maggio - Peter Bosa, politico e dirigente sportivo italiano († 1998)
- 2 maggio - Manlio Cipolla, allenatore di calcio, calciatore e nutrizionista italiano († 2013)
- 2 maggio - Giuseppe Gentile, veterinario italiano († 2000)
- 2 maggio - Aleksej Aleksandrovič Korenev, regista sovietico († 1995)
- 2 maggio - Aldo Matteotti, pittore, scultore e fotografo italiano († 1999)
- 2 maggio - Víctor Rodríguez Andrade, calciatore uruguaiano († 1985)
- 2 maggio - Gunnar Samuelsson, fondista svedese († 2007)
- 2 maggio - Roberto Souper Onfray, militare cileno († 2015)
- 2 maggio - Irwin Unger, storico statunitense († 2021)
- 2 maggio - Budge Wilson, scrittrice canadese († 2021)
- 3 maggio - Francesco Barbaro, mafioso italiano († 2018)
- 3 maggio - Clelio Darida, politico italiano († 2017)
- 3 maggio - Ingemar Franzén, sollevatore svedese († 1985)
- 3 maggio - Giovanni Hautmann, psicoanalista italiano († 2017)
- 3 maggio - Teunis Horstman, vescovo vetero-cattolico olandese († 2014)
- 3 maggio - Mell Lazarus, fumettista statunitense († 2016)
- 3 maggio - Günter Schröter, calciatore tedesco orientale († 2016)
- 4 maggio - Marella Agnelli, fotografa, modella e designer italiana († 2019)
- 4 maggio - Trude Herr, attrice, cantante e direttrice teatrale tedesca († 1991)
- 4 maggio - Diego Napolitani, psichiatra e psicanalista italiano († 2013)
- 4 maggio - Terry Scott, attore britannico († 1994)
- 5 maggio - Michele Caputo, geofisico, matematico e geodeta italiano
- 5 maggio - Pat Carroll, attrice statunitense († 2022)
- 5 maggio - Divaldo Pereira Franco, scrittore, sensitivo e filantropo brasiliano († 2025)
- 5 maggio - Marcello Giannini, giornalista, scrittore e commediografo italiano († 2014)
- 5 maggio - Sergio Quinzio, teologo e aforista italiano († 1996)
- 5 maggio - Nino Pisoni, politico italiano († 2002)
- 5 maggio - Art Pollard, pilota automobilistico statunitense († 1973)
- 5 maggio - Charles Rosen, pianista, musicologo e scrittore statunitense († 2012)
- 5 maggio - Robert Spaemann, filosofo e teologo tedesco († 2018)
- 5 maggio - Marius Walter, calciatore francese († 2020)
- 6 maggio - Mary Ellen Avery, pediatra statunitense († 2011)
- 6 maggio - Lianella Carell, giornalista, attrice e scrittrice italiana († 2000)
- 6 maggio - Ettore Manni, attore italiano († 1979)
- 6 maggio - Gino Pernice, attore italiano († 1997)
- 6 maggio - József Raduly, calciatore ungherese († 2022)
- 7 maggio - Joseph Agassi, filosofo e storico della scienza israeliano († 2023)
- 7 maggio - Gianni Bisiach, giornalista, scrittore e medico italiano († 2022)
- 7 maggio - Jules Boes, cestista belga († 2016)
- 7 maggio - Carmine Della Sala, militare italiano († 1973)
- 7 maggio - Herbert Gans, sociologo tedesco († 2025)
- 7 maggio - Natale Iamonte, mafioso italiano († 2015)
- 7 maggio - Gennadij Vasil'evič Kolbin, politico sovietico († 1998)
- 7 maggio - Carlo Maluta, calciatore e allenatore di calcio italiano († 1973)
- 7 maggio - Ester Palmesino, altista italiana († 2016)
- 7 maggio - Ruth Prawer Jhabvala, sceneggiatrice e scrittrice inglese († 2013)
- 7 maggio - Elisabeth Söderström, soprano e attrice svedese († 2009)
- 8 maggio - Phil Cohran, trombettista e polistrumentista statunitense († 2017)
- 8 maggio - László Paskai, cardinale e arcivescovo cattolico ungherese († 2015)
- 8 maggio - Guido Zavanone, magistrato, scrittore e poeta italiano († 2019)
- 9 maggio - Ferdinando Baldi, regista e sceneggiatore italiano († 2007)
- 9 maggio - Guido Caroli, pattinatore di velocità su ghiaccio italiano († 2021)
- 9 maggio - Manfred Eigen, chimico, fisico e biofisico tedesco († 2019)
- 9 maggio - Francesco Grisi, scrittore, critico letterario e giornalista italiano († 1999)
- 9 maggio - Piet J. Kroonenberg, storico e scrittore olandese († 2016)
- 9 maggio - Juan José Pizzuti, calciatore e allenatore di calcio argentino († 2020)
- 9 maggio - Fausto Sarli, stilista italiano († 2010)
- 9 maggio - Yvonne Viseux, modella francese († 2018)
- 10 maggio - Angelo Abenante, politico italiano († 2024)
- 10 maggio - Eva Knardahl, pianista norvegese († 2006)
- 10 maggio - Ladislav Krnáč, allenatore di pallacanestro e giornalista slovacco († 2010)
- 10 maggio - György Telegdy, cestista ungherese († 2022)
- 11 maggio - Bruno Alfieri, critico d'arte e editore italiano († 2008)
- 11 maggio - Bernard Fox, attore britannico († 2016)
- 11 maggio - Ed Gayda, cestista statunitense († 2021)
- 11 maggio - Marie Kovářová, ginnasta cecoslovacca († 2023)
- 11 maggio - Sergio Lenci, architetto italiano († 2001)
- 12 maggio - Alceu Collares, politico e avvocato brasiliano († 2024)
- 12 maggio - Vito Cusimano, politico italiano († 2014)
- 12 maggio - Barbara Dane, cantante statunitense († 2024)
- 12 maggio - Roland La Starza, pugile statunitense († 2009)
- 12 maggio - Mária Littomeritzky, nuotatrice ungherese († 2017)
- 12 maggio - Cesare Marchetti, fisico italiano († 2023)
- 12 maggio - Roland Riz, politico, giurista e avvocato italiano
- 12 maggio - Juan Trejo, pallanuotista messicano († 2012)
- 13 maggio - Clive Barnes, critico teatrale e biografo britannico († 2008)
- 13 maggio - Archie Scott Brown, pilota automobilistico britannico († 1958)
- 13 maggio - Silvano Costi, politico italiano († 1993)
- 13 maggio - Rudolf Marić, scacchista jugoslavo († 1990)
- 13 maggio - Guido Montesi, politico italiano († 2020)
- 13 maggio - Titus Ozon, allenatore di calcio e calciatore rumeno († 1996)
- 13 maggio - Herbert Ross, regista, coreografo e produttore cinematografico statunitense († 2001)
- 13 maggio - Bud Schaeffer, cestista e allenatore di pallacanestro statunitense († 2015)
- 13 maggio - Bice Valori, attrice, comica e conduttrice televisiva italiana († 1980)
- 14 maggio - Walter Aquenza, fumettista e illustratore italiano († 2009)
- 14 maggio - Herbert W. Franke, scrittore di fantascienza austriaco († 2022)
- 14 maggio - Eric Morecambe, comico inglese († 1984)
- 14 maggio - Mario Piovano, fisarmonicista, compositore e cantante italiano († 2013)
- 15 maggio - Tolmino Baldassari, poeta e traduttore italiano († 2010)
- 15 maggio - Dov Freiberg, superstite dell'Olocausto e scrittore polacco († 2008)
- 15 maggio - Luciano Gallino, sociologo e scrittore italiano († 2015)
- 15 maggio - Pasquale Laurito, giornalista italiano († 2025)
- 15 maggio - Gastone Lenzi, calciatore e allenatore di calcio italiano († 2021)
- 15 maggio - Gaetano Rasi, politico e economista italiano († 2016)
- 15 maggio - Elio Rossi, calciatore italiano († 2009)
- 15 maggio - Renato Tagliani, conduttore televisivo, attore e imprenditore italiano († 2000)
- 15 maggio - Assia Wevill, tedesca († 1969)
- 16 maggio - Egidio Carenini, politico italiano († 2008)
- 16 maggio - Gino Donato, attore e doppiatore italiano († 2010)
- 16 maggio - Luciano Politano, arbitro di calcio italiano
- 16 maggio - Italo Tibaldi, italiano († 2010)
- 16 maggio - Boris Tokarev, velocista sovietico († 2002)
- 17 maggio - Nyta Dover, attrice svizzera († 1998)
- 17 maggio - Galliano Rossini, tiratore a volo italiano († 1987)
- 17 maggio - Luigi Scattini, regista e sceneggiatore italiano († 2010)
- 17 maggio - Francesco Tagliamonte, politico italiano († 1998)
- 18 maggio - Charles Humez, pugile francese († 1979)
- 18 maggio - François Nourissier, scrittore francese († 2011)
- 18 maggio - Simon Zimny, calciatore francese († 2007)
- 19 maggio - Sonja Arova, ballerina bulgara († 2001)
- 19 maggio - Anselmo Citterio, pistard italiano († 2006)
- 19 maggio - Yūsuf Idrīs, scrittore egiziano († 1991)
- 19 maggio - Serge Lang, matematico francese († 2005)
- 19 maggio - Giuseppe Merlino, politico italiano († 1993)
- 19 maggio - Ludwig Wilding, artista tedesco († 2010)
- 20 maggio - Floriano Calvino, ingegnere, geologo e giornalista italiano († 1988)
- 20 maggio - Gabriel Camps, storico francese († 2002)
- 20 maggio - Lindy Delapenha, calciatore giamaicano († 2017)
- 20 maggio - Bud Grant, cestista, giocatore di football americano e allenatore di football americano statunitense († 2023)
- 20 maggio - David Hedison, attore statunitense († 2019)
- 20 maggio - Franciszek Macharski, cardinale e arcivescovo cattolico polacco († 2016)
- 20 maggio - Michel Scheuer, canoista tedesco († 2015)
- 21 maggio - Vittorio Annona, paroliere italiano († 1989)
- 21 maggio - Elliot Berg, economista e saggista statunitense († 2002)
- 21 maggio - Elio Brasola, ciclista su strada e pistard italiano († 1998)
- 21 maggio - Bill Holman, arrangiatore, compositore e sassofonista statunitense († 2016)
- 21 maggio - Kay Kendall, attrice britannica († 1959)
- 21 maggio - Margita Vozárová, astronoma slovacca († 1994)
- 22 maggio - Othmar Barth, architetto italiano († 2010)
- 22 maggio - Michael Constantine, attore statunitense († 2021)
- 22 maggio - Peter Matthiessen, scrittore e naturalista statunitense († 2014)
- 22 maggio - Antonio Muratore, politico italiano († 2023)
- 22 maggio - Arne Natland, calciatore norvegese († 2009)
- 22 maggio - George R. Nelson, scenografo statunitense († 1992)
- 22 maggio - George Andrew Olah, chimico ungherese († 2017)
- 22 maggio - Vito Raia, politico e sindacalista italiano († 1991)
- 23 maggio - Luisito Bianchi, presbitero, missionario e romanziere italiano († 2012)
- 23 maggio - Jack Cropp, velista neozelandese († 2016)
- 23 maggio - Léon Letsch, ex calciatore lussemburghese
- 23 maggio - Wanda Lima Bezerra, cestista brasiliana († 2003)
- 24 maggio - Claude Abbes, calciatore e allenatore di calcio francese († 2008)
- 24 maggio - Fabio Luca Cavazza, editore italiano († 1996)
- 24 maggio - Jack Kelly, canottiere e imprenditore statunitense († 1985)
- 24 maggio - Federico Spiess, linguista e filologo svizzero († 2021)
- 25 maggio - Robert Ludlum, scrittore statunitense († 2001)
- 25 maggio - Fulvia Mammi, attrice e doppiatrice italiana († 2006)
- 25 maggio - György Marx, fisico, docente e astrofisico ungherese († 2002)
- 25 maggio - Elio Pagliarani, poeta e critico teatrale italiano († 2012)
- 25 maggio - Norman Petty, pianista e produttore discografico statunitense († 1984)
- 25 maggio - Livio Scarsi, fisico e astrofisico italiano († 2006)
- 26 maggio - Jacques Bergerac, attore francese († 2014)
- 26 maggio - Vincenzo Corghi, politico italiano († 2001)
- 26 maggio - Aldo De Fazio, allenatore di calcio e calciatore italiano († 2009)
- 26 maggio - David Edgerton, imprenditore statunitense († 2018)
- 26 maggio - Giuseppe Giovanniello, politico italiano († 2015)
- 26 maggio - Bob Phibbs, cestista canadese († 2018)
- 26 maggio - Nguyễn Thị Bình, politica vietnamita
- 26 maggio - Endel Tulving, psicologo e neuroscienziato estone († 2023)
- 27 maggio - Ricardo Brennand, imprenditore e collezionista d'arte brasiliano († 2020)
- 27 maggio - Ferdinando Camuncoli, militare italiano († 1944)
- 27 maggio - Domenico De Vito, calciatore italiano († 2014)
- 27 maggio - Mario Garbuglia, scenografo italiano († 2010)
- 27 maggio - Freddie Gruber, batterista e insegnante statunitense († 2011)
- 27 maggio - Jud Heathcote, cestista e allenatore di pallacanestro statunitense († 2017)
- 27 maggio - Peter Malkin, agente segreto israeliano († 2005)
- 27 maggio - Ranulfo Miranda, allenatore di calcio e calciatore paraguaiano († 2017)
- 28 maggio - Per Bjørnø, calciatore norvegese († 1979)
- 28 maggio - Anna Maria Campi, partigiana italiana († 2001)
- 28 maggio - Teodoro Goliardi, schermidore uruguaiano († 1997)
- 28 maggio - Aleksandr Moiseev, cestista sovietico († 2003)
- 28 maggio - Gianni Padoan, scrittore, ambientalista e etologo italiano († 1995)
- 28 maggio - Eddie Sachs, pilota automobilistico statunitense († 1964)
- 28 maggio - Vasilij Stepanov, sollevatore sovietico († 2011)
- 29 maggio - Nazem Amine, lottatore libanese († 2017)
- 29 maggio - Renato Cavalieri, calciatore italiano († 2000)
- 29 maggio - Charlotte Kerr, attrice, regista e sceneggiatrice tedesca († 2011)
- 29 maggio - Gastone Limarilli, tenore italiano († 1998)
- 29 maggio - Thornel Schwartz, chitarrista statunitense († 1977)
- 29 maggio - Carl Toms, scenografo e costumista britannico († 1999)
- 29 maggio - Varkey Vithayathil, cardinale e arcivescovo cattolico indiano († 2011)
- 30 maggio - Gerardo Gaibisso, politico italiano († 2018)
- 30 maggio - Werner Haas, pilota motociclistico tedesco († 1956)
- 30 maggio - Luigi Locatelli, giornalista italiano († 2022)
- 30 maggio - Umberto Ruggiero, ingegnere italiano († 2024)
- 30 maggio - Gino Tomasi, naturalista, entomologo e botanico italiano († 2014)
- 30 maggio - Clint Walker, attore statunitense († 2018)
- 31 maggio - Michael Goulder, biblista e presbitero britannico († 2010)
- 31 maggio - Koreyoshi Kurahara, regista e sceneggiatore giapponese († 2002)
- 31 maggio - Roberto Vacca, ingegnere, matematico e divulgatore scientifico italiano
- 31 maggio - Paolo Zanini, politico italiano († 2008)